# Tamandua
Træmyresluger eller Tamandua (Tamandua tetradactyla) er en myresluger, der holder til i urskovene i Brasilien og Paraguay. Den tager sig fortrinsvis af termitboerne der findes i træerne hvor den bruger sin lange hale til at holde fast om stammen imens den bearbejder termitboet.
Har en lidt større slægtning, den store myresluger (Myrmecophaga tridactyla), der lever på de åbne pampasområder i Sydamerika.